# Lulut
Lulut is een bestuurslaag in het regentschap Bogor van de provincie West-Java, Indonesië. Lulut telt 13.114 inwoners (volkstelling 2010).